# The Case Study of Vanitas
The Case Study of Vanitas (jap.: ヴァ二タスの手記 Vanitas no Carte) ist eine Mangareihe von Mangaka Jun Mochizuki, die seit 2015 in Japan erscheint. Sie wurde in mehrere Sprachen übersetzt, darunter auch ins Deutsche. Die Vampir-Geschichte um ein ungewöhnliches Duo aus Mensch und Vampir und deren Jagd nach verfluchten Vampiren und deren Urheber wurde 2021 als Anime umgesetzt, der auch international veröffentlicht wurde.

## Inhalt
Die Welt geriet aus den Fugen, als vor Jahrhunderten die Weltformel umgeschrieben wurde und so Vampire in die Welt kamen. Nachdem der Konflikt zwischen Menschen und Vampiren schließlich zu einem Krieg eskaliert war, schlossen die Seiten Frieden. In diesem Umfeld reist der Vampir Noé Ende des 19. Jahrhunderts nach Paris, um ein legendäres Buch zu finden: Das Buch des Vanitas, dessen namensgebender Vampir unter dem blauen Mond geboren sein soll. Die anderen, unter dem roten Mond geborenen Vampire, haben ihn verstoßen. Um sich an ihnen zu rächen, schuf Vanitas das Buch, das die wahren Namen der Vampire ändern und sie in unkontrollierte, blutdürstige Monster verwandeln kann. Noé will das Buch finden, um einem Freund zu helfen. Noch nicht mal angekommen, trifft er auf einen menschlichen Arzt, der sich Vanitas nennt und das Buch in seinen Händen hält. Er setzt es ein, wie er selbst sagt, um Vampire zu heilen, deren Name verändert wurde und die so zu gefährlichen Fluchträgern wurden. Noé heftet sich an seine Fersen, auch wenn sie sich beide nicht ausstehen können, sodass bald beide in die Vorfälle um Fluchträger in Paris verwickelt werden.

## Veröffentlichung
Der Manga wird in Japan seit November 2015 von Square Enix im Magazin Gangan Joker herausgegeben. Seit April 2016 werden die Kapitel auch gesammelt in bisher 11 Bänden veröffentlicht. Der erste verkaufte sich über 56.000 Mal in den ersten beiden Wochen nach Veröffentlichung. Die Verkaufszahlen stiegen zum dritten Band an auf knapp 90.000 verkaufte Exemplare innerhalb von 3 Wochen und gaben danach wieder leicht nach. Der sechste Band verkaufte sich über 48.000 Mal in den ersten beiden Wochen.
Eine deutsche Übersetzung von Cordelia von Teichmann erscheint seit Juli 2017 im Carlsen Verlag in bisher elf Bänden (Stand: Februar 2025). Eine englische Fassung erscheint bei Yen Press, eine französische bei Éditions Ki-oon und eine spanische bei Norma Editorial. Auf Italienisch wird die Serie von Edizioni Star Comics herausgegeben und auf Polnisch von Waneko.

## Animeserie
Zum Manga entstand bei Studio Bones eine Anime-Serie mit 24 Folgen für das japanische Fernsehen. Bei der Produktion schrieb Deko Akao die Drehbücher und Tomoyuki Itamura führte Regie. Für das Charakterdesign war Yoshiyuki Ito verantwortlich und die künstlerische Leitung lag bei Shingo Kanai. Die Tonarbeiten leitete Kazuhiro Wakabayashi und für die Kameraführung war Ying Ying Zhang zuständig. Die Produzenten waren Hanako Akiyama, Narumi Odagiri und Shota Komatsu.
Der Anime wurde erstmals im März 2021 angekündigt. Die je 23 Minuten langen Folgen wurden vom 2. Juli 2021 bis 2. April 2022 von den Sendern Tokyo MX, GYT, Gunma TV, BS11, MBS, CBC, HBC und RKB in Japan ausgestrahlt. Parallel dazu fand die internationale Veröffentlichung durch die Plattformen Wakanim und Crunchyroll per Streaming statt, unter anderem bei Wakanim mit deutschen Untertiteln und einer deutschen Synchronfassung. Wakanim und dessen Programm wurden später von Crunchyroll übernommen.

### Synchronisation
Die deutsche Synchronfassung entstand bei Digital Media Technologie. Regie führten Matthias Klimsa und Toni Michael Sattler, Sattler schrieb auch das Dialogbuch.
| Rolle             | Japanische Stimme (Seiyū) | Deutsche Stimme       |
| ----------------- | ------------------------- | --------------------- |
| Noé Archiviste    | Kaito Ishikawa            | Toni Michael Sattler  |
| Vanitas           | Natsuki Hanae             | Tim Kreuer            |
| Murr              | Miyu Komaki               | Matthias Klimsa       |
| Dante             | Tarō Kiuchi               | Vincent Fallow        |
| Johann            | Koji Yusa                 | Maik Degner           |
| Luca              | Shino Shimoji             | Malin Steffen         |
| Dominique de Sade | Ai Kayano                 | Marnie Aramruck       |
| Jeanne            | Inori Minase              | Runa Pernoda Schaefer |
| Ruthven           | Toshiyuki Morikawa        | Yannik Raiss          |
| Roland Fortis     | Kengo Kawanishi           | Christian Senger      |

### Musik
Die Musik der Serie komponierte Yuki Kajiura. Die Vorspanne sind unterlegt mit dem Lied Sora to Utsuro von Sasanomaly und Your Name von Little Glee Monster. Für die Abspanne verwendete man die Lieder 0 von LMYK und Salvation von MONONKVL.

## Bühnenadaption
Ein Theaterstück zum Manga und Anime wurde vom 21. bis 30. Januar 2022 im Theatre 1010 in Tokio aufgeführt. Die Hauptrollen übernahmen Keisuke Ueda (Vanitas) und Shuji Kikuchi (Noé). Für Regie und Drehbuch war Akira Yamazaki verantwortlich.